# Gordichthys
Gordichthys is een geslacht van uitgestorven straalvinnige beenvissen dat behoort tot de Gonorhynchiformes. Het leefde tijdens het Vroeg-Krijt (Barremien, ongeveer 125 - 130 miljoen jaar geleden) en zijn fossiele overblijfselen zijn gevonden in Spanje.

## Naamgeving
Gordichthys conquensis werd voor het eerst beschreven in 1994, op basis van fossiele resten gevonden in Spanje, in de Las Hoyas-afzetting, die teruggaat tot het Barremien.

## Beschrijving
Deze kleine vis was slechts enkele centimeters lang en leek op de huidige Gambusia. De morfologische convergentie met de laatste bestaat in het kleine formaat, het hoge lichaam, de vorm van de bijzonder hoge rug- en staartvinnen en de mondopening die naar boven is gericht.
De neusbeenderen waren klein maar afgeplat, niet gereduceerd tot buisvormige ossificaties. Het articulaire uitsteeksel van het maxillaire bot was erg gebogen, bijna onder een hoek. De takken van het preoperculum vormden een scherpe hoek en het eerste supraneurale was vergroot en voorzien van een achterste uitsteeksel op de achterste rand.

## Fylogenie
Gordichthys is een uitgestorven vertegenwoordiger van de Chanidae, een familie van gonorhynchiforme vissen die momenteel wordt vertegenwoordigd door de enige soort Chanos chanos, maar die veel meer wijdverbreid was tijdens het Krijt en het Cenozoïcum. Gordichthys maakt met name deel uit van de familie Rubiesichthyinae, waartoe ook Rubiesichthys behoort, met slankere vormen en grotere afmetingen.

## Paleo-ecologie
Net als de huidige Gambusia was Gordichthys een kleine zoetwatervis, waarschijnlijk planktivoor, die aan het wateroppervlak leefde.